# Maijirgui
Maijirgui este o comună rurală din departamentul Tessaoua, regiunea Maradi, Niger, cu o populație de 44.183 de locuitori (2001).